# USA i olympiska sommarspelen 1904
USA deltog med 526 deltagare vid de olympiska sommarspelen 1904 i St. Louis. Totalt vann de 239 av de 280 medaljer som delades ut vid spelen. I många sporter ställde endast deltagare från USA som värdnation upp.

## Medaljer

### Guld
- George Finnegan - Boxning, flugvikt
- Oliver Kirk - Boxning, bantamvikt
- Oliver Kirk - Boxning, fjädervikt
- Harry Spanjer - Boxning, lättvikt
- Albert Young - Boxning, weltervikt
- Charles Mayer - Boxning, mellanvikt
- Samuel Berger - Boxning, tungvikt
- Robert Curry - Brottning, lätt flugvikt
- George Mehnert - Brottning, flugvikt
- Isidor Niflot - Brottning, bantamvikt
- Benjamin Bradshaw - Brottning, fjädervikt
- Otto Roehm - Brottning, lättvikt
- Charles Ericksen - Brottning, weltervikt
- Bernhoff Hansen - Brottning, tungvikt
- George Bryant - Bågskytte, dubbel yorkrunda
- George Bryant - Bågskytte, dubbel amerikansk runda
- William Thompson, Robert Williams, Lewis Maxon och Galen Spencer - Bågskytte, lagrunda
- Matilda Howell - Bågskytte, dubbel nationell runda
- Matilda Howell - Bågskytte, dubbel colombiansk runda
- Matilda Howell, Jessie Pollock, Laura Woodruff och Louise Taylor - Bågskytte, lagrunda
- Marcus Hurley - Cykling, 1/4 mile
- Marcus Hurley - Cykling, 1/3 mile
- Marcus Hurley - Cykling, 1/2 mile
- Marcus Hurley - Cykling, 1 mile
- Burton Downing - Cykling, 2 miles
- Charles Schlee - Cykling, 5 miles
- Burton Downing - Cykling, 25 miles
- Oscar Olson, Sidney Johnson, Henry Seiling, Conrad Magnusson och Patrick Flanagan - Dragkamp
- Archie Hahn - Friidrott, 60 meter
- Archie Hahn - Friidrott, 100 meter
- Archie Hahn - Friidrott, 200 meter
- Harry Hillman - Friidrott, 400 meter
- James Lightbody - Friidrott, 800 meter
- James Lightbody - Friidrott, 1 500 meter
- Thomas Hicks - Friidrott, maraton
- Fred Schule - Friidrott, 110 meter häck
- Harry Hillman - Friidrott, 200 meter häck
- Harry Hillman - Friidrott, 400 meter häck
- James Lightbody - Friidrott, 2 590 meter hinder
- Arthur Newton, George Underwood, Paul Pilgrim, Howard Valentine och David Munson - Friidrott, 4 miles lag
- Myer Prinstein - Friidrott, längdhopp
- Myer Prinstein - Friidrott, tresteg
- Samuel Jones - Friidrott, höjdhopp
- Charles Dvorak - Friidrott, stavhopp
- Ray Ewry - Friidrott, stående längdhopp
- Ray Ewry - Friidrott, stående tresteg
- Ray Ewry - Friidrott, stående höjdhopp
- Ralph Rose - Friidrott, kulstötning
- Martin Sheridan - Friidrott, diskuskastning
- John Flanagan - Friidrott, släggkastning
- Max Emmerich - Friidrott, trekamp
- Edward Cummins, Kenneth Edwards, Chandler Egan, Walter Egan, Robert Hunter, Nathaniel Moore, Mason Phelps, Daniel Sawyer, Clement Smoot och Warren Wood - Golf, lag
- Julius Lenhart - Gymnastik, mångkamp
- Anton Heida - Gymnastik, kombination
- John Grieb, Anton Heida, Max Hess, Philip Kassel, Julius Lenhart och Ernst Reckeweg - Gymnastik, lagtävling
- George Eyser - Gymnastik, barr
- Anton Heida - Gymnastik, räck
- Edward Hennig - Gymnastik, räck
- George Eyser - Gymnastik, hopp
- Anton Heida - Gymnastik, hopp
- Anton Heida - Gymnastik, bygelhäst
- Herman Glass - Gymnastik, ringar
- George Eyser - Gymnastik, rep
- Edward Hennig - Gymnastik, klubbor
- Frank Greer - Rodd, singelsculler
- John Mulcahy och William Varley - Rodd, dubbelsculler
- Robert Farnan och Joseph Ryan - Rodd, två utan styrman
- Arthur Stockhoff, August Erker, George Dietz och Albert Nasse - Rodd, fyra utan styrman
- Frederick Cresser, Michael Gleason, Frank Schell, James Flanagan, Charles Armstrong, Harry Lott, Joseph Dempsey, John Exley och Louis Abell - Rodd, åtta med styrman
- Charles Jacobus - Roque
- George Sheldon - Simhopp, 3 meter
- William Dickey - Simhopp, längddykning
- Charles Daniels - Simning, 220 yard frisim
- Charles Daniels - Simning, 440 yard frisim
- Joseph Ruddy, Leo Joseph Goodwin, Louis Handley och Charles Daniels - Simning, 4 x 50 yard frisim
- Beals Wright - Tennis, singel
- Beals Wright och Edgar Leonard - Tennis, dubbel
- Oscar Osthoff - Tyngdlyftning, all-around
- David Bratton, George Van Cleaf, Leo Joseph Goodwin, Louis Handley, David Hesser, Joseph Ruddy och James Steen - Vattenpolo

### Silver
- Miles Burke - Boxning, flugvikt
- George Finnegan - Boxning, bantamvikt
- Frank Haller - Boxning, fjädervikt
- Russell van Horn - Boxning, lättvikt
- Harry Spanjer - Boxning, weltervikt
- Benjamin Spradley - Boxning, mellanvikt
- Charles Mayer - Boxning, tungvikt
- John Hein - Brottning, lätt flugvikt
- Gustave Bauer - Brottning, flugvikt
- August Wester - Brottning, bantamvikt
- Theodore McLear - Brottning, fjädervikt
- Rudolph Tesing - Brottning, lättvikt
- William Beckmann - Brottning, weltervikt
- Frank Kugler - Brottning, tungvikt
- Robert Williams - Bågskytte, dubbel yorkrunda
- Robert Williams - Bågskytte, dubbel amerikansk runda
- C.S. Woodruff, William Clark, Charles Hubbard och Samuel Duvall - Bågskytte, lagrunda
- Emma Cooke - Bågskytte, dubbel nationell runda
- Emma Cooke - Bågskytte, dubbel colombiansk runda
- Emma Cooke och Mabel Taylor - Bågskytte, lagrunda
- Burton Downing - Cykling, 1/4 mile
- Burton Downing - Cykling, 1/3 mile
- Teddy Billington - Cykling, 1/2 mile
- Burton Downing - Cykling, 1 mile
- Oscar Goerke - Cykling, 2 miles
- George E. Wiley - Cykling, 5 miles
- Arthur F. Andrews - Cykling, 25 miles
- Max Braun, William Seiling, Orrin Upshaw, Charles Rose och August Rodenberg - Dragkamp
- Charles Bartliff, Warren Brittingham, Oscar Brockmeyer, Alexander Cudmore, Charles January, John January, Thomas January, Raymond Lawler, Joseph Lydon, Louis Menges och Peter Ratican - Fotboll
- William Hogenson - Friidrott, 60 meter
- Nate Cartmell - Friidrott, 100 meter
- Nate Cartmell - Friidrott, 200 meter
- Frank Waller - Friidrott, 400 meter
- Howard Valentine - Friidrott, 800 meter
- Frank Verner - Friidrott, 1 500 meter
- Albert Corey - Friidrott, maraton
- Thaddeus Shideler - Friidrott, 110 meter häck
- Frank Castleman - Friidrott, 200 meter häck
- Frank Waller - Friidrott, 400 meter häck
- Daniel Frank - Friidrott, längdhopp
- Fred Englehardt - Friidrott, tresteg
- Garrett Serviss - Friidrott, höjdhopp
- LeRoy Samse - Friidrott, stavhopp
- Charles King - Friidrott, stående längdhopp
- Charles King - Friidrott, stående tresteg
- Joseph Stadler - Friidrott, stående höjdhopp
- Wesley Coe - Friidrott, kulstötning
- Ralph Rose - Friidrott, diskuskastning
- John DeWitt - Friidrott, släggkastning
- John Flanagan - Friidrott, kast med 56-pundsvikt
- John Grieb - Friidrott, trekamp
- Adam Gunn - Friidrott, tiokamp
- Charles Tatham, Charles Townsend och Arthur Fox - Fäktning, florett lag
- William Grebe - Fäktning, sabel
- William O'Connor - Fäktning, singlestick
- Chandler Egan - Golf, individuellt
- John Cady, Albert Lambert, John Maxwell, Burt McKinnie, Ralph McKittrick, Francis Newton, Henry Potter, Frederick Semple, Stuart Stickney och William Stickney - Golf, lag
- George Eyser - Gymnastik, kombination
- Julius Lenhart - Gymnastik, trekamp
- Emil Beyer, John Bissinger, Arthur Rosenkampff, Julian Schmitz, Otto Steffen och Max Wolf - Gymnastik, lagtävling
- Anton Heida - Gymnastik, barr
- George Eyser - Gymnastik, bygelhäst
- William Merz - Gymnastik, ringar
- Charles Krause - Gymnastik, rep
- Emil Voigt - Gymnastik, klubbor
- J. W. Dowling, W. R. Gibson, Patrick Grogan, Tom Hunter, Albert Lehman, W. A. Murphy, William Partridge, George Passmore, William T. Passmore, W. J. Ross, Jack Sullivan, A. H. Venn och A. M. Woods - Lacrosse
- James Juvenal - Rodd, singelsculler
- Jamie McLoughlin och John Hoben - Rodd, dubbelsculler
- John Mulcahy och William Varley - Rodd, två utan styrman
- Frederck Suerig, Martin Formanack, Charles Aman och Michael Begley - Rodd, fyra utan styrman
- Smith Streeter - Roque
- Edgar Adams - Simhopp, längddykning
- Scott Leary - Simning, 50 yard frisim
- Charles Daniels - Simning, 100 yard frisim
- Francis Gailey - Simning, 220 yard frisim
- Francis Gailey - Simning, 440 yard frisim
- Francis Gailey - Simning, 880 yard frisim
- David Hammond, William Tuttle, Hugo Goetz och Raymond Thorne - Simning, 4 x 50 yard frisim
- Robert LeRoy - Tennis, singel
- Robert LeRoy och Alphonzo Bell - Tennis, dubbel
- Oscar Osthoff - Tyngdlyftning, tvåarmslyft
- Frederick Winters - Tyngdlyftning, all-around
- Rex Beach, Jerome Steever, Edwin Swatek, Charles Healy, Frank Kehoe, David Hammond, William Tuttle - Vattenpolo

### Brons
- Frederick Gilmore - Boxning, fjädervikt
- Peter Sturholdt - Boxning, lättvikt
- Joseph Lydon - Boxning, weltervikt
- William Michaels - Boxning, tungvikt
- Gustav Thiefenthaler - Brottning, lätt flugvikt
- William Nelson - Brottning, flugvikt
- Louis Strebler - Brottning, bantamvikt
- Charles Clapper - Brottning, fjädervikt
- Albert Zirkel - Brottning, lättvikt
- Jerry Winholtz - Brottning, weltervikt
- Fred Warmbold - Brottning, tungvikt
- William Thompson - Bågskytte,dubbel yorkrunda
- William Thompson - Bågskytte,dubbel amerikansk runda
- George Bryant, Wallace Bryant, Cyrus Dallin, Henry B. Richardson - Bågskytte, lagrunda
- Jessie Pollock - Bågskytte, dubbel nationell runda
- Jessie Pollock - Bågskytte, dubbel colombiansk runda
- Teddy Billington - Cykling, 1/4 mile
- Teddy Billington - Cykling, 1/3 mile
- Burton Downing - Cykling, 1/2 mile
- Teddy Billington - Cykling, 1 mile
- Marcus Hurley - Cykling, 2 miles
- Arthur F. Andrews - Cykling, 5 miles
- George E. Wiley - Cykling, 25 miles
- Charles Haberkorn, Frank Kugler, Charles Thias, Harry Jacobs och Oscar Friede - Dragkamp
- Joseph Brady, George Cooke, Thomas Cooke, Cormic Cosgrove, Dierkes, Martin Dooling, Frank Frost, Claude Jameson, Henry Jameson, Johnson, O'Connell, Harry Tate - Fotboll
- Fay Moulton - Friidrott, 60 meter
- William Hogenson - Friidrott, 100 meter
- William Hogenson - Friidrott, 200 meter
- Herman Groman - Friidrott, 400 meter
- Emil Breitkreutz - Friidrott, 800 meter
- Lacey Hearn - Friidrott, 1 500 meter
- Arthur Newton - Friidrott, maraton
- Lesley Ashburner - Friidrott, 110 meter häck
- George Poage - Friidrott, 200 meter häck
- George Poage - Friidrott, 400 meter häck
- Arthur Newton - Friidrott, 2 590 meter hinder
- Robert Stangland - Friidrott, längdhopp
- Robert Stangland - Friidrott, tresteg
- Louis Wilkins - Friidrott, stavhopp
- John Biller - Friidrott, stående längdhopp
- Joseph Stadler - Friidrott, stående tresteg
- Lawson Robertson - Friidrott, stående höjdhopp
- Lawrence Feuerbach - Friidrott, kulstötning
- Ralph Rose - Friidrott, släggkastning
- James Mitchell - Friidrott, kast med 56-pundsvikt
- William Merz - Friidrott, trekamp
- Thomas Hare - Friidrott, tiokamp
- William Grebe - Fäktning, singlestick
- Burt McKinnie - Golf, individuellt
- Francis Newton - Golf, individuellt
- Douglass Cadwallader, Jesse Carleton, Harold Fraser, Arthur Hussey, Orus Jones, Allen Lard, George Oliver, Simeon Price, John Rahm och Harold Weber - Golf, lag
- William Merz - Gymnastik, kombination
- John Duha, Charles Krause, George Mayer, Robert Maysack, Philip Schuster och Edward Siegler - Gymnastik, lagtävling
- John Duha - Gymnastik, barr
- George Eyser - Gymnastik, räck
- William Merz - Gymnastik, hopp
- William Merz - Gymnastik, bygelhäst
- Emil Voigt - Gymnastik, ringar
- Emil Voigt - Gymnastik, rep
- Ralph Wilson - Gymnastik, klubbor
- Constance Titus - Rodd, singelsculler
- Joseph Ravannack och John Wells - Rodd, dubbelsculler
- John Joachim och Joseph Buerger - Rodd, två utan styrman
- Gustav Voerg, John Freitag, Lou Heim och Frank Dummerth - Rodd, fyra utan styrman
- Charles Brown - Roque
- Frank Kehoe - Simhopp, 3 meter
- Leo Joseph Goodwin - Simhopp, längddykning
- Charles Daniels - Simning, 50 yard frisim
- Scott Leary - Simning, 100 yard frisim
- Francis Gailey - Simning, 1 mile frisim
- Henry Jamison Handy - Simning, 440 yard bröstsim
- Amedee Reyburn, Gwynne Evans, Marquard Schwarz och William Orthwein - Simning, 4 x 50 yard frisim
- Alphonzo Bell - Tennis, singel
- Edgar Leonard - Tennis, singel
- Clarence Gamble och Arthur Wear - Tennis, dubbel
- Joseph Wear och Allen West - Tennis, dubbel
- Frank Kugler - Tyngdlyftning, tvåarmslyft
- Frank Kugler - Tyngdlyftning, all-around
- John Meyers, Manfred Toeppen, Gwynne Evans, Amedee Reyburn, Fred Schreiner, Augustus Goessling och William Orthwein - Vattenpolo